# 热利基什福卢德
热利基什福卢德，是匈牙利绍莫吉州所辖的一个村。总面积26.08平方公里，总人口238，人口密度9.1人/平方公里（2011年1月1日）。